# Iwo Wojciechowski
Iwo Wojciechowski (ur. 13 grudnia 1935, zm. 22 marca 2006) – polski ekolog, profesor Akademii Rolniczej w Lublinie.
Ukończył studia na Wydziale Biologii i Nauk o Ziemi Uniwersytetu Marii Curie-Skłodowskiej w Lublinie. Jeszcze jako student rozpoczął pracę w Katedrze Systematyki i Geografii Roślin tej uczelni (1956). W 1969 r. obronił doktorat z obszaru nauk przyrodniczych (na Wydziale Biologii i Nauk o Ziemi UMCS), w 1975 r. habilitował się na Wydziale Biologii Uniwersytetu Warszawskiego. Przez dwa lata pracował w Akademii Medycznej w Lublinie. Od 1960 r. był związany z Akademią Rolniczą w Lublinie (wcześniej pod nazwą Wyższa Szkoła Rolnicza, powstała z wyodrębnionych wydziałów Uniwersytetu Marii Curie-Skłodowskiej), w 1995 r. otrzymał tytuł profesora zwyczajnego.
Kierował Katedrą Ekologii Ogólnej Wydziału Ogrodniczego Akademii Rolniczej. Był członkiem Komitetu Ekologicznego PAN, należał do różnych towarzystw i rad naukowych (m.in. do Polskiego Towarzystwa Hydrobiologicznego). W latach 70. prowadził audycje poświęcone problematyce ekologii i ochrony środowiska na antenie Radia Lublin. Odznaczony m.in. Krzyżem Kawalerskim Orderu Odrodzenia Polski, w 2005 obchodził jubileusz 50-lecia pracy zawodowej (uhonorowany wspólną sesją naukową Katedry Ekologii Ogólnej Akademii Rolniczej w Lublinie i Poleskiego Parku Narodowego). Zmarł w wieku 70 lat po ciężkiej chorobie. Został pochowany na cmentarzu komunalnym na Majdanku w Lublinie (kwatera S8K3-7-1).

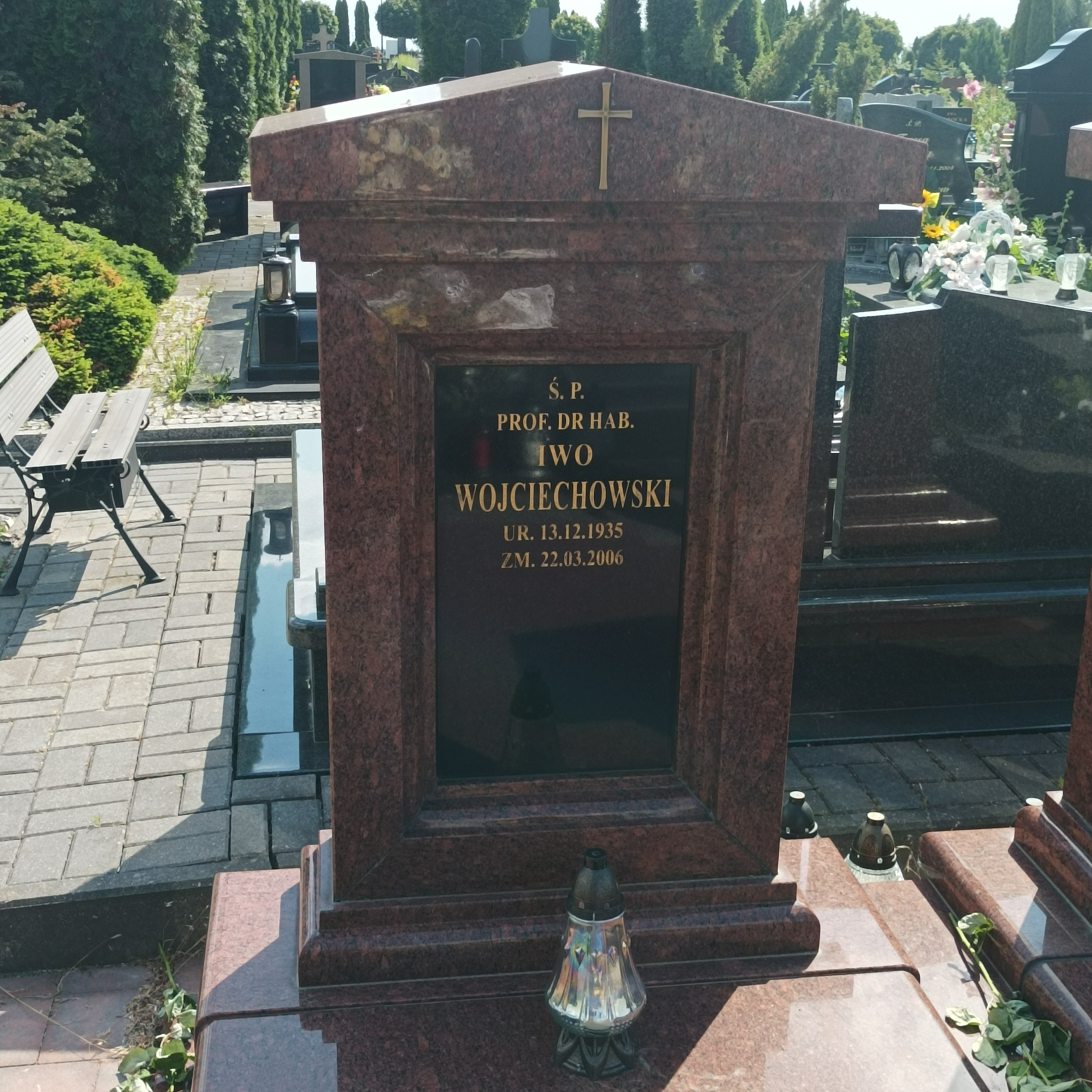
Grób prof. Iwo Wojciechowskiego na cmentarzu komunalnym na Majdanku

Był autorem ponad 100 publikacji naukowych, popularnych i podręczników.

## Wybrane publikacje
- „Podstawy kształtowania i ochrony środowiska” – Lublin: Wydawnictwo Akademii Rolniczej, 1980
- „Ekologiczne podstawy kształtowania środowiska” – Warszawa: PWN, 1987
- „Funkcjonowanie ekosystemów torfowiskowych” – Lublin: nakład Autora, 2003